# Mundus Cereris
Der Mundus (lateinisch „Gerät, Weltordnung, Weltall, Erde“), auch Mundus Cereris („Welt der Ceres“) war nach Plutarch die Grube, welche Romulus bei Gründung der Stadt Rom aushob und in die von allen Siedlern Spenden von guten und notwendigen Dingen niedergelegt wurden.
Die Grube sah aus wie ein Abbild des Himmels, war also halbkugelförmig in die Erde vertieft. Sie war den Manen, den Verstorbenen, geweiht, und war fast das ganze Jahr mit dem Lapis manalis verschlossen. Dreimal im Jahre – am 24. August, am 5. Oktober und am 8. November – stand sie offen. Es war während dieser Zeit verboten, in die Schlacht zu ziehen, zu heiraten und Soldaten auszuheben, denn wenn der Mundus offen steht – so Varro –, stehe das Tor der traurigen und unterweltlichen Götter gleichsam offen:

„Mundus cum patet, deorum tristium atque inferum quasi ianua patet.“